# LScube
LScube ist eine RTSP-fähige Streaming-Media-Software-Suite, die sich strikt an die Internetstandards hält und unter der GNU General Public License veröffentlicht ist. Entwickelt wird das Projekt von Informatikern am Polytechnikum Turin. Hauptaugenmerk gilt der Server-Komponente Feng. Obwohl sich das Projekt noch im Entwicklungsstadium befindet, läuft es bereits stabiler als andere freie Streaming-Server-Lösungen wie z. B. Icecast, allerdings gibt es im Moment noch keine grafische Bedienoberfläche (GUI). Einzigartig ist die Unterstützung des Ogg-Formats über RTSP. Das Projekt wird nicht mehr weiterentwickelt und die ehemalige Homepage ist nicht mehr erreichbar.

## Server Feng
Feng (früher Fenice) läuft unter Linux direkt auf der Konsole. Unterstützt werden on-demand- und Live-Streaming, die Synchronisation von Audio-, Video- und Metadaten. Feng erlaubt neben Unicast- auch Multicasts zu beliebig vielen Empfängern. Die Latenzzeit für das Streaming selbst liegt – je nach Netzwerkgegebenheiten, Datenpaketgrösse und anderen Faktoren bei einigen Sekunden. Bei Live-Streaming-Übertragungen muss die MTU-Größe bei Routern sowie die Rechenzeit für die Enkodierung des unkomprimierten Audio- und Video-Ausgangs-Materials bedacht werden. So benötigt z. B. die Umwandlung von Audiomaterial in komprimiertes MP3, je nach Rechnerleistung, mehr oder weniger Zeit.
Folgende Formate werden von Feng unterstützt:
- Video:
  - MPEG-1
  - MPEG-2
  - MPEG-4
  - H.264
  - In Entwicklung: Theora
- Audio:
  - Ogg
  - MPEG-1 Audio Layer 3 (MP3)
  - Linear PCM
  - GSM-AMR
  - In Entwicklung: Vorbis

Die Streams von Feng können u. a. vom VLC media player empfangen werden. Weiter können Feng-Streams vom MPlayer, vom RealPlayer und von Winamp abgespielt werden. Als spezielle Playersoftware wurde Nemesi entwickelt.

## Player-Framework Libnemesi
Zur Einbettung in Abspielprogramme dient das Framework Libnemesi, welches ohne grafische Umgebung auf einer Unix-Shell als Player für die von Feng gesendeten Streams eingesetzt werden kann.